# Liste der Monuments historiques in Brieulles-sur-Bar
Die Liste der Monuments historiques in Brieulles-sur-Bar führt die Monuments historiques in der französischen Gemeinde Brieulles-sur-Bar auf.

## Liste der Immobilien
| Bezeichnung                        | Beschreibung                                          | Standort                 | Kennzeichnung | Schutzstatus | Datum | Bild           |
| ---------------------------------- | ----------------------------------------------------- | ------------------------ | ------------- | ------------ | ----- | -------------- |
| Château-ferme de Brieulles-sur-Bar | festes Haus, vermutlich vom Ende des 16. Jahrhunderts | 11 rue du Château (Lage) | PA00078352    | Inscrit      | 1945  | weitere Bilder |
| Kirche Notre-Dame                  | ab der zweiten Hälfte des 14. Jahrhunderts            | Rue de l’Église (Lage)   | PA00078353    | Inscrit      | 1946  | weitere Bilder |